# Old South Church
La Old South Church di Boston, negli Stati Uniti, conosciuta anche come New Old South Church o Third Church, è una storica congregazione della United Church of Christ fondata nel 1669. L'edificio attuale, in stile neogotico, fu progettato da Charles Amos Cummings e Willard T. Sears, completato nel 1873 e ampliato dagli architetti Allen & Collens tra il 1935 e il 1937. La chiesa, costruita su un terreno bonificato nel quartiere Back Bay di Boston, si trova al 645 di Boylston Street su Copley Square. È stata dichiarata National Historic Landmark nel 1970 per il suo significato architettonico, essendo una delle più belle chiese gotiche vittoriane del New England. Ospita una delle comunità religiose più antiche degli Stati Uniti.